# 杨庄乡 (舞钢市)
杨庄乡，是中华人民共和国河南省平顶山市舞钢市下辖的一个乡镇级行政单位。

## 行政区划
杨庄乡下辖以下地区：
吴庄村、薛庄村、红石岗村、袁门村、臧坪村、叶楼村、晁庄村、操占村、毛庄村、建新村、岗李村、水田村、长岭头村、袁老庄村、陡沟村、龙泉村、柏庄村、郜林村、五座窑村、雷庄村和瓦房沟村。